# Rivière Ulverton
Pour les articles homonymes, voir Ulverton (homonymie).
La rivière Ulverton est un tributaire de la rivière Saint-François, sur la Rive-Sud du fleuve Saint-Laurent, coulant dans les municipalités de Maricourt et de Ulverton, dans la municipalité régionale de comté de Le Val-Saint-François, dans la région administrative de l'Estrie, au Québec, Canada.
Le cours de la rivière Ulverton traverse les territoires de :
- la municipalité régionale de comté (MRC) de Le Val-Saint-François (région administrative de l'Estrie) : Maricourt, Racine et Melbourne ;
- la MRC de Drummond (région administrative du Centre-du-Québec) : municipalités de Durham-Sud et Ulverton.

## Géographie
Les principaux bassins versants voisins de la rivière Ulverton sont :
- côté nord : rivière Saint-Germain ;
- côté est : rivière Saint-François ;
- côté sud : rivière au Saumon, ruisseau Brandy, rivière Fraser ;
- côté ouest : rivière le Renne, rivière Saint-Germain, rivière Yamaska.

La rivière Ulverton se dirige sur environ 30 km vers le nord-est, jusqu'à son embouchure. Elle constitue le principal bassin versant de la municipalité d'Ulverton.
La rivière Ulverton tire sa source en zone de montagne dans la municipalité de Maricourt, dans la partie nord du canton d'Ely, à 1,5 km de la limite nord-ouest de la municipalité de Racine. La tête de la rivière se situe à l'est de la tête de la rivière le Renne, au sud du cours d'eau Rivard, au sud-ouest du village de Maricourt, à l'est de la route 222 et au nord de Valcourt.
Cours supérieur de la rivière (segment de 20,8 km)
La rivière Ulverton coule d'abord sur :
- 5,1 km vers l'est, en faisant une grande boucle vers le nord, puis une autre vers le sud, en traversant Racine sur 1,0 km, jusqu'au chemin du rang 1er (sens nord-sud) ;
- 1,8 km vers le nord, en traversant la ligne de séparation entre Racine et Melbourne, au sud-est du village de Maricourt, jusqu'au chemin d'Ely ;
- 5,4 km vers le nord, en recueillant le cours d'eau Bisaillon (venant du sud-ouest), jusqu'à la route de campagne ;
- 3,6 km vers le nord, en recueillant le cours d'eau Nelson, jusqu'à une route de campagne ;
- 4,9 km vers le nord-est, puis le nord-ouest, en traversant la vallée de Melbourne, jusqu'à la route 116 et le chemin de fer, que le courant traverse à 4,6 km à l'ouest du Pont neuf à Richmond.

Cours inférieur de la rivière (segment de 19,5 km)
À partir de la route 116, la rivière Ulverton coule sur :
- 5,1 km vers l'ouest, en serpentant du côté nord de la route 116 et du chemin de fer, et en revenant dans Durham-Sud, jusqu'à un ruisseau (venant de l'ouest) ;
- 7,6 km vers le nord, jusqu'à l'autoroute 55 ;
- 5,1 km vers le nord-est, jusqu'à la route 143 ;
- 1,7 km vers le nord, jusqu'à son embouchure.

La rivière Ulverton se déverse dans un coude de rivière sur la rive ouest de la rivière Saint-François, à 6,3 km en amont de l'île Brown et à 4,4 km en aval de l'île Stevens. Cette embouchure est située à 1,3 km au nord du centre du village de Ulverton et à 5,5 km au sud-est du centre du village de L'Avenir.

## Toponymie
Jadis, ce cours d'eau était aussi désigné : « rivière Black ».
Le toponyme « Rivière Ulverton » a été officiellement inscrit le 5 décembre 1968 à la Commission de toponymie du Québec.